# Рупрехт фон Пфалц-Зимерн (1420 – 1478)
Вижте пояснителната страница за други личности с името Рупрехт фон Пфалц-Зимерн.
Рупрехт фон Пфалц-Зимерн (на немски: Ruprecht von Pfalz-Simmern; * 1420; † 17 октомври 1478, Саверн, Елзас) от фамилията Вителсбахи, е от 1440 до 1478 г. епископ на Страсбург.

## Живот
Той е вторият син на херцог Стефан фон Пфалц-Зимерн-Цвайбрюкен (1385 – 1459) и съпругата му Анна фон Велденц (1390 – 1439), дъщеря и наследничка на граф Фридрих III фон Велденц. Баща му е син на крал Рупрехт (1352 – 1410). Брат е на Фридрих I, пфалцграф и херцог на Пфалц-Зимерн и граф на Спонхайм, и на Лудвиг I, граф на Велденц, пфалцграф и херцог на Пфалц-Цвайбрюкен.
Той следва през 1438/1439 г. в Хайделберг и през 1440 г. е домпропст в Страсбург и е избран за епископ.